# Жуки-точильники
Жуки́-точи́льники (Ptinidae Latreille, 1802) — родина жуків надродини Bostrichoidea. Описано понад 1700 видів точильників. Вони звичайно невеликі (1—10 мм завдовжки). Дорослі комахи та личинки харчуються здебільшого мертвою деревиною, плодовими тілами грибів. Відомі знахідки цих жуків у балтійському та рівненському бурштині. Серед комах цієї родини чимало таких, що завдають відчутної шкоди виробам з дерева, дерев'яним конструкціям, запасам продуктів та матеріалів, сухій рослинній сировині тощо.

## Зовнішній вигляд
Звичайно мають витягнуте циліндричне, інколи овальне тіло, сплощене зверху. Забарвлення у більшості темно-коричневе або червонувате, інколи мають зверху малюнок з волосків. Личинки звичайно С-подібної форми, з трьома парами ніг і добре розвинутими мандибулами.
Основні ознаки:
- вусики із збільшеними та видовженими останніми члениками або пильчасті, або гребінцевоподібні, прикріплені на боках голови перед очима, далеко один від одного;

- усі лапки п'ятичленикові, стегна не заходять або лише трохи заходять за боки тіла, задні тазики звичайно з вузькими стегновими покришками;

Фото див. на: .

## Спосіб життя

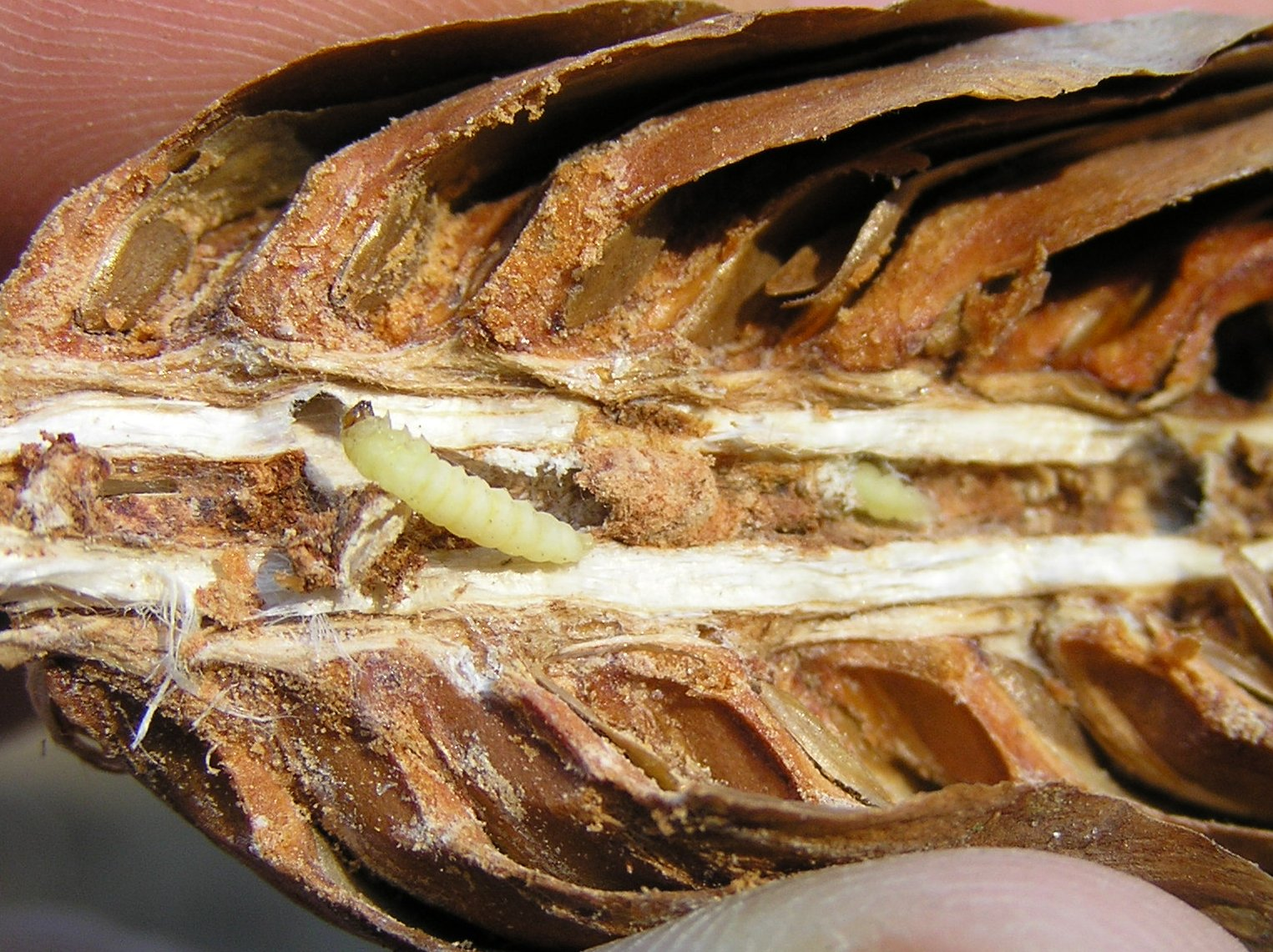
Личинка точильника Ernobius abietis розвивається всередині ялинкових шишок. Біловезька пуща, Польща. 2007 рік

Точильники активні звичайно у сутінках та вночі. Літають вони влітку, у приміщеннях — цілорічно. В природі точильники живляться мертвою деревиною, здоровою або враженою грибами. Їжею стають також плодові тіла грибів — трутовиків та дощовиків, тканини всередині стебел багаторічних трав, сухий гній травоїдних тварин. У одного з видів родини личинка і імаго живляться листям рослини . Відомі також види, які є мірмекофілами. 
Самці деяких видів для зустрічі з самкою подають звукові сигнали — ритмічно цокотять по стінках тунелю, прокладеного у деревині. Не знаючи джерела цих звуків, у різних народів і здавна ці звуки називали «годинником смерті».
Яйця самки відкладають на тіньовому боці предметів, у шпарини та нерівності поверхні, зрізи деревини, в стінки старих личинкових тунелів. Кількість відкладених яєць варіює від 30 до 200 — в залежності від виду жука та факторів середовища. Розвиток від яйця до виходу з імаго нового покоління триває інколи декілька років, хоча деякі види у житлових приміщеннях дають до чотирьох поколінь на рік. Найваживіші чиннки, що впливають на це — вологість та температура субстрату, де відбувається розвиток.

## Географічне поширення
Понад 1700 видів точильників поширені майже по всьому суходолу, найбільшого різноманіття вони досягають у тропічних і субтропічних регіонах. Розподіл кількості 144 відомих родів в різних біогеографічних областях виглядає так: Палеарктика — 49, Неарктика — 58, Індомалая — 25, Афротропіки — 44, Неотропіки — 52, Австралазія — 37. У Неотропіці мешкає найбільше ендемічних родів — 52. Завдяки діяльності людини деякі види точильників стали справжніми космополітами. В Україні мешкає 20 видів з 11 родів підродини Anobiinae.

## Класифікація

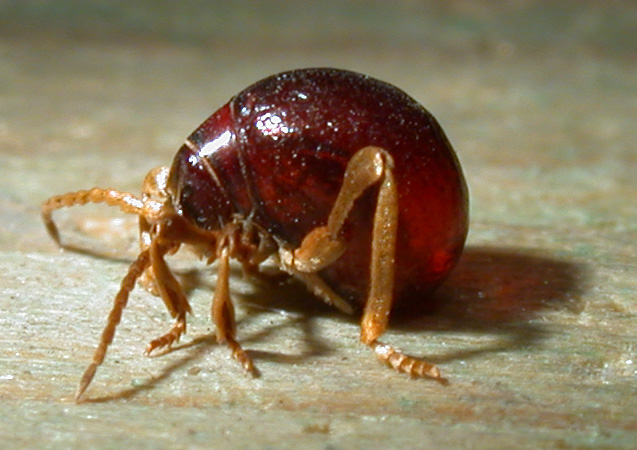
Жук Gibbium psylloides дивує незвичною для точильників формою

Найбільш обґрунтованим вважають поділ родини на десять підродин:
| - Alvarenganiellinae Viana and Martinez, 1971 - Anobiinae Kirby, 1837 - Dorcatominae Thomson, 1859 - Dryophilinae LeConte, 1861 - Ernobiinae Pic, 1912 | - Eucradinae LeConte, 1861 - Mesocoelopodinae Mulsant and Rey, 1864 - Ptilininae Shuckard, 1840 - Ptininae Latreille, 1802 - Xyletininae Gistel, 1856 |

## Значення у природі та житті людини

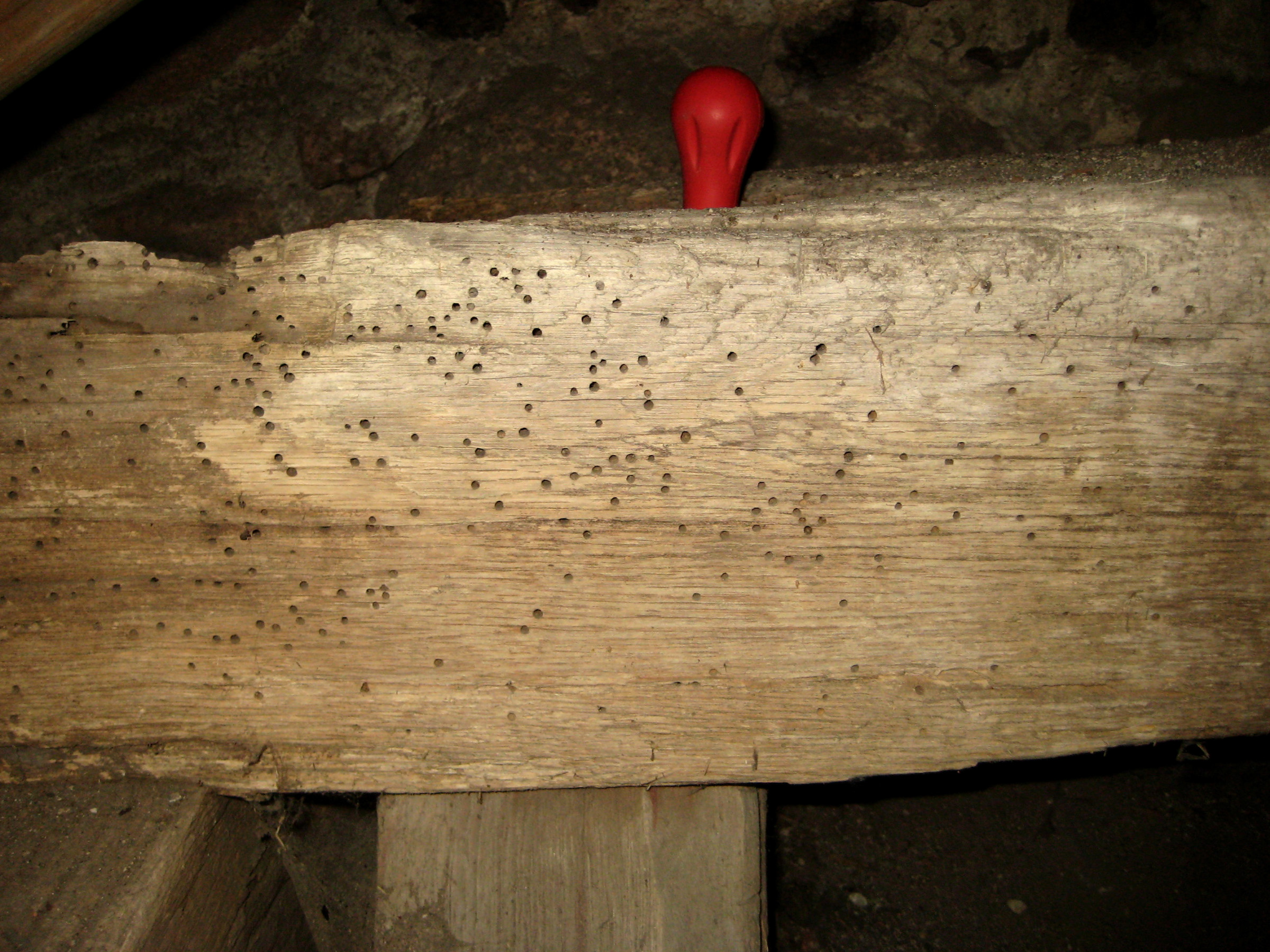
Дубова балка старовинної церкви,пошкоджена жуками точильниками Xestobium rufovillosum. Наприкінці свого розвитку жуки вигризають отвори діаметром близько 4 мм і виходять назовні

Подібно до інших груп тварин, точильники є невід'ємною ланкою природних екосистем. Споживаючи рослинні і грибні тканини, вони пришвидшують їх мінералізацію. Ці жуки часто-густо стають здобиччю тварин — хижаків та паразитів.
Деякі види точильників завдають чималої шкоди людині, особливо, коли їх чисельність і щільність досягає значних величин. Вони пошкоджують різноманітну ділову деревину та конструкції й вироби з неї — стіни, підлогу, опори, фанеру, рослинну сировину, У господарстві й житлі людини точильники псують меблі, рами, дерев'яну тару, запаси харчових продуктів (хліб, борошно, сухе молоко, приправи), насіння й тютюну, лікарських трав, обкладинки книжок, шпалери, стіни с картону й сухої штукатурки, колекції комах, гербарії. Саме цих жуків здавна у народі називають «шашелем». Наприклад, обстеження пам'ятки національного значення — дерев'яної Церкви Святого Духа у Рогатині виявило її пошкодження точильником Anobium rufipes.
Пов’язаність  із людиною дозволили деяким видам вижити у несприятливих кліматичних умовах і забезпечила широке розселення  по Землі. Деякі види відомі лише з населених пунктів. Найбільшої шкоди завдають: Ptinus fur,  Ptinus tectus,  Ptinus latro,  Lasioderma serricorne,  Stegobium paniceum,  Anobium punctatum, Anobium pertinax.

## Галерея

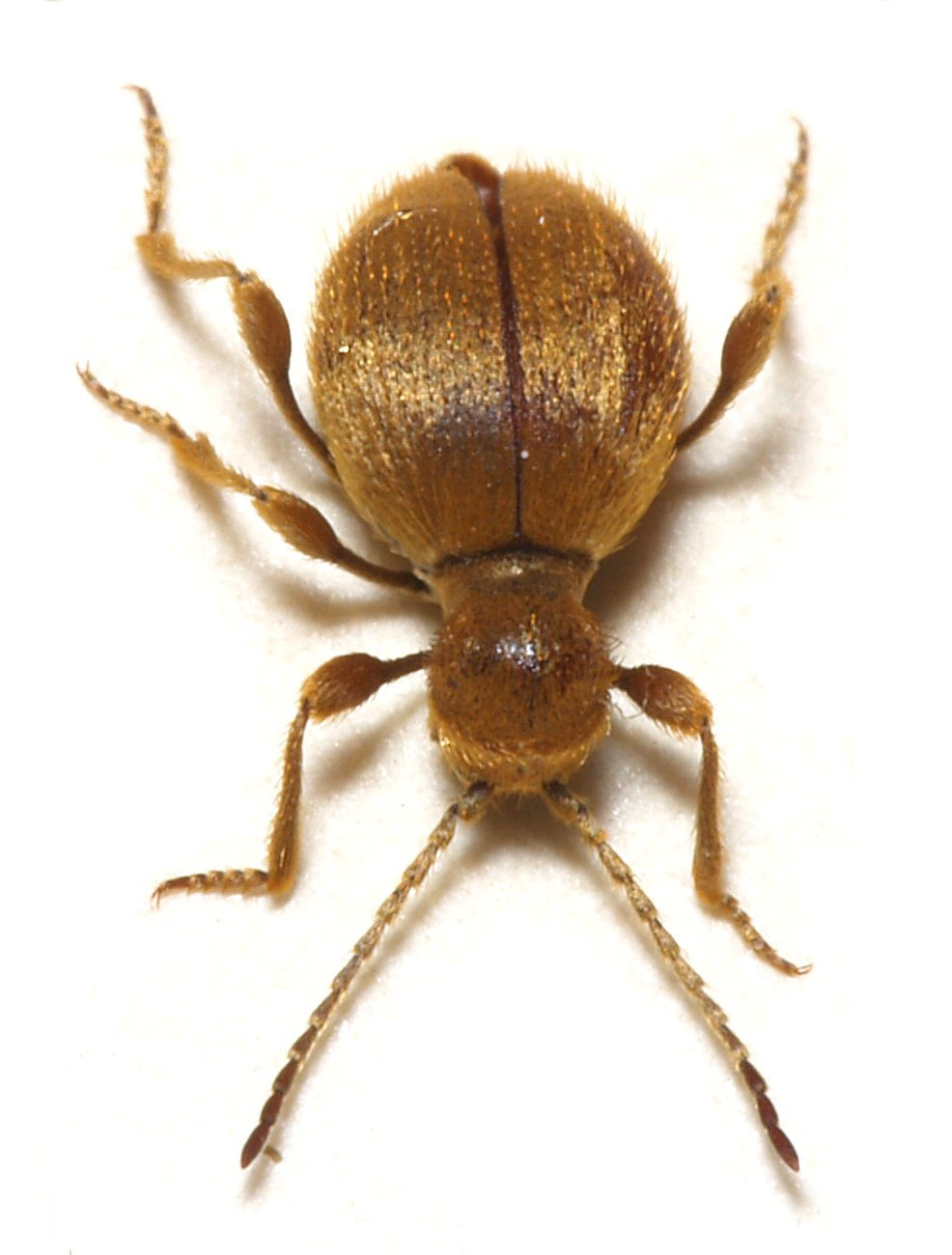
Жука Niptus hololeucus інколи називають шовковистим точильником
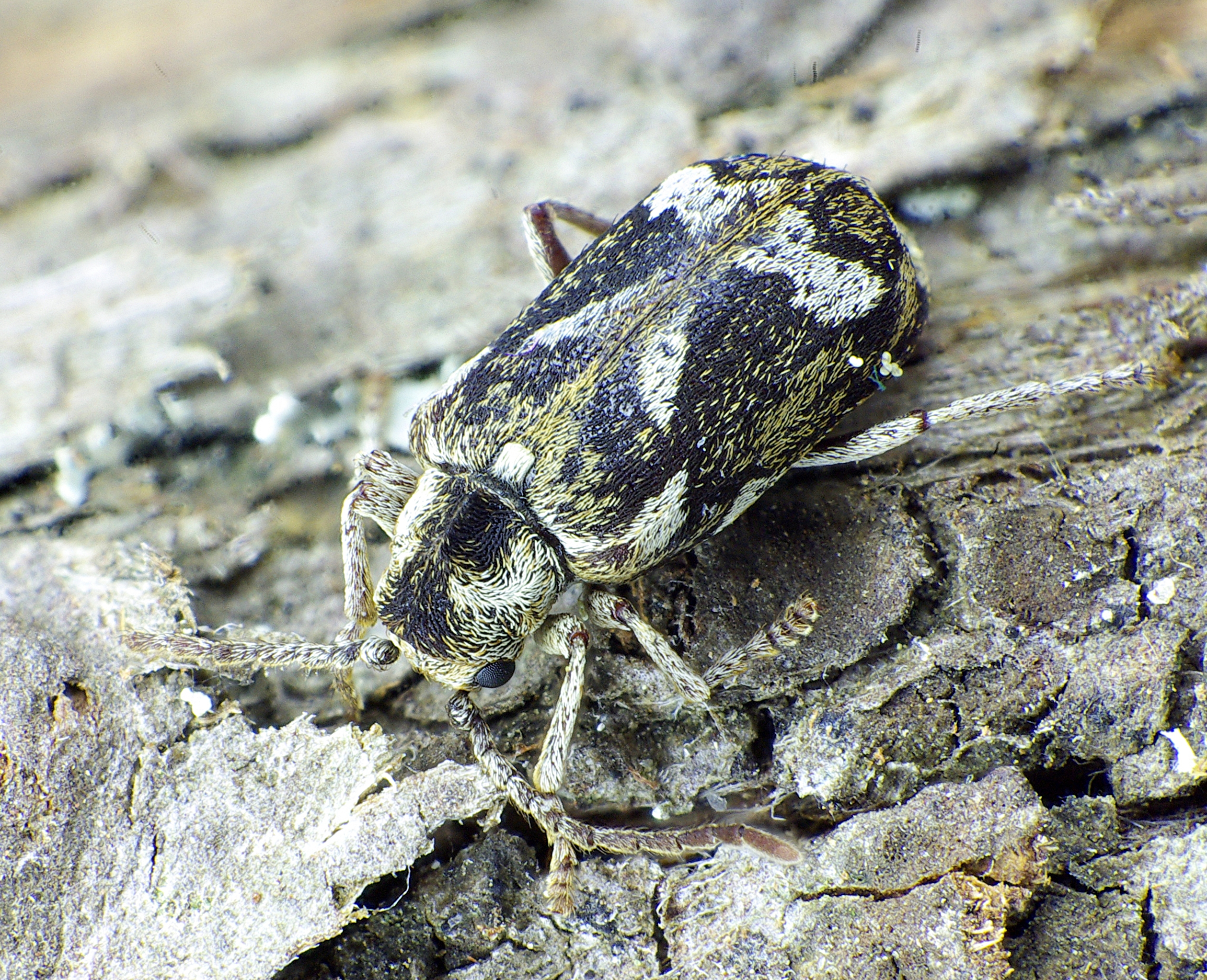
Забарвлення Ptinomorphus imperialis робить його малопомітним на корі дерев
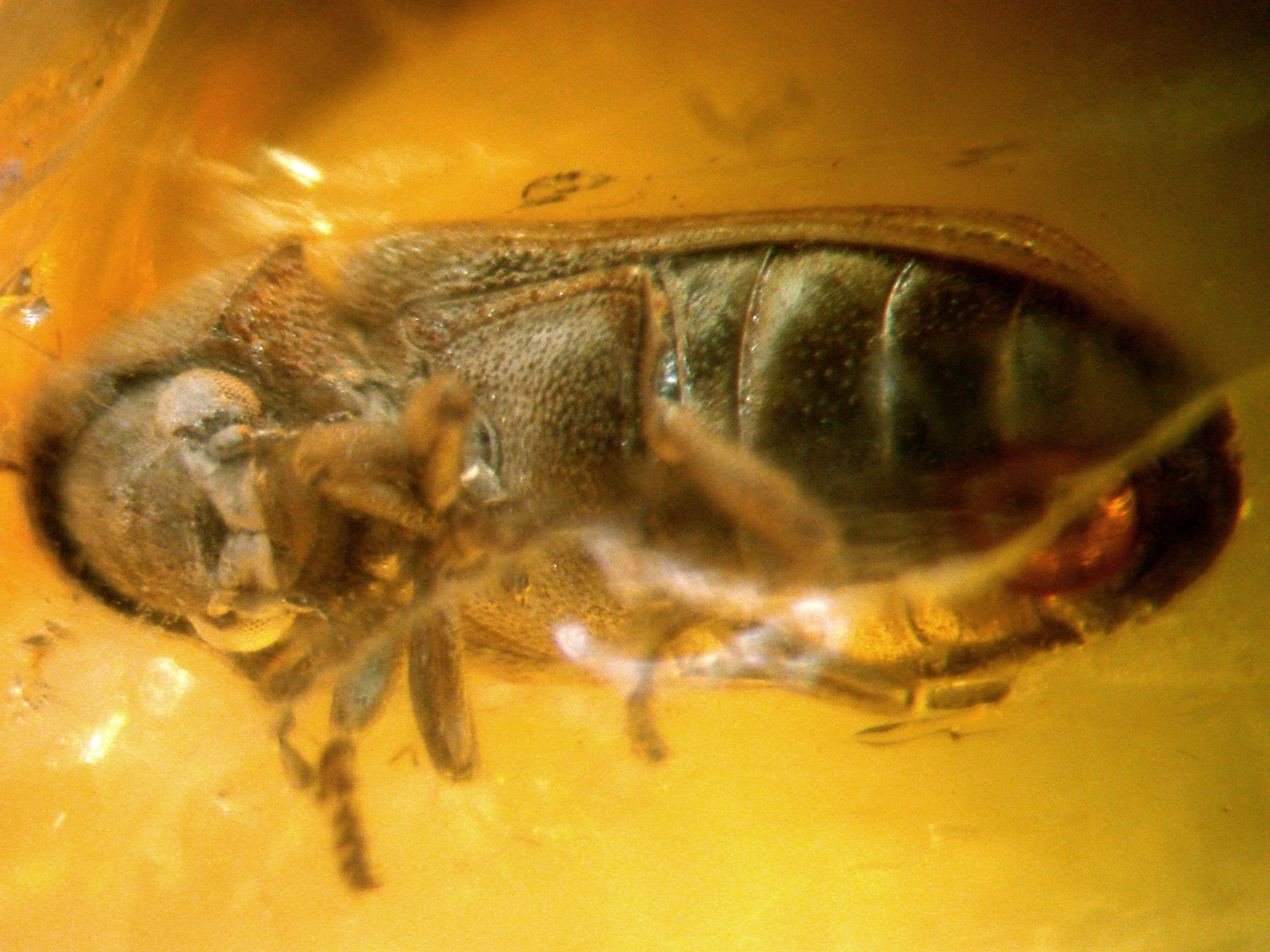
Жук-точильник у балтійському бурштині, якому близько 40 млн. років
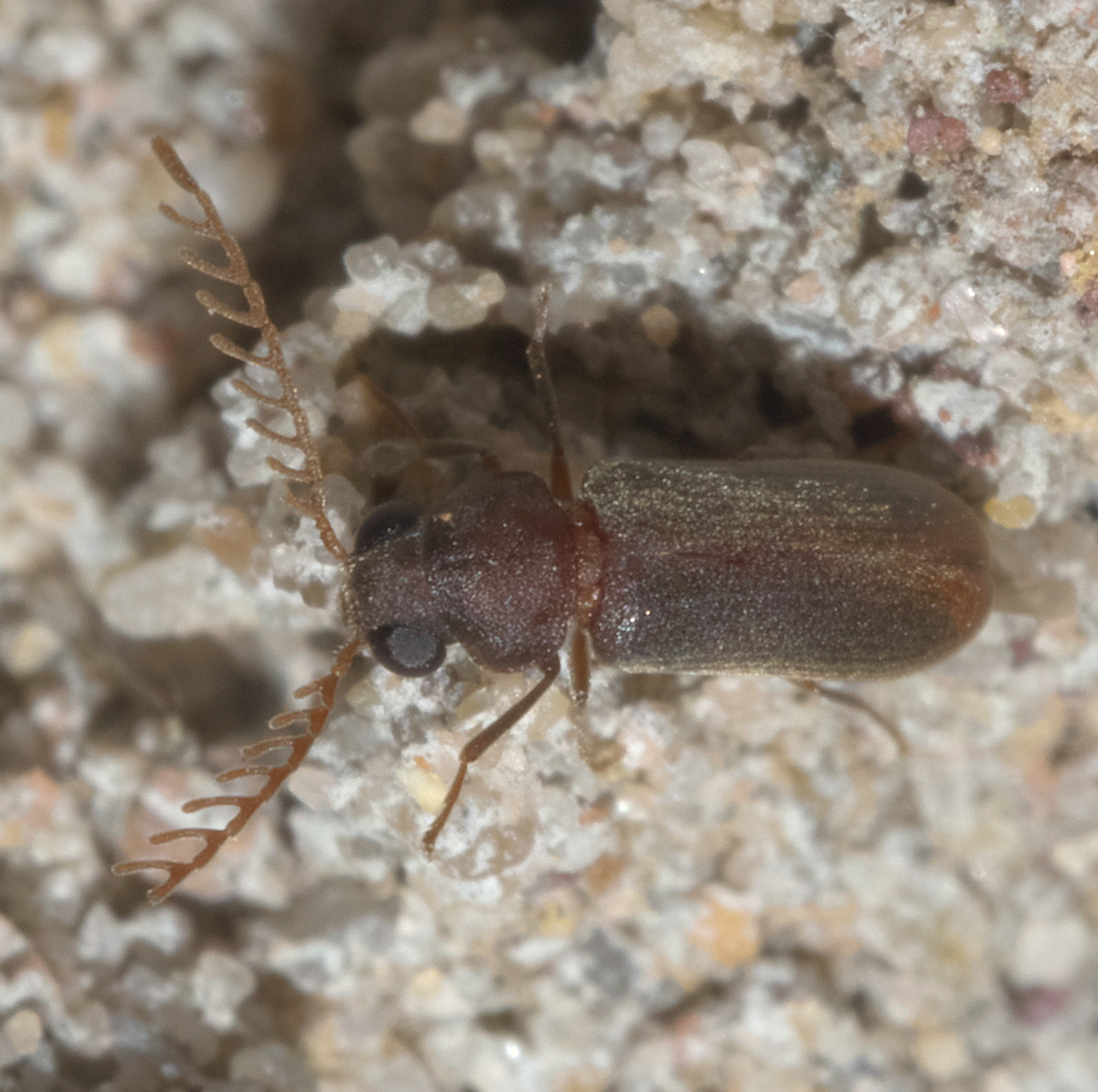
Euceratocerus gibbifrons вирізняється довгими гребінкоподібними вусами
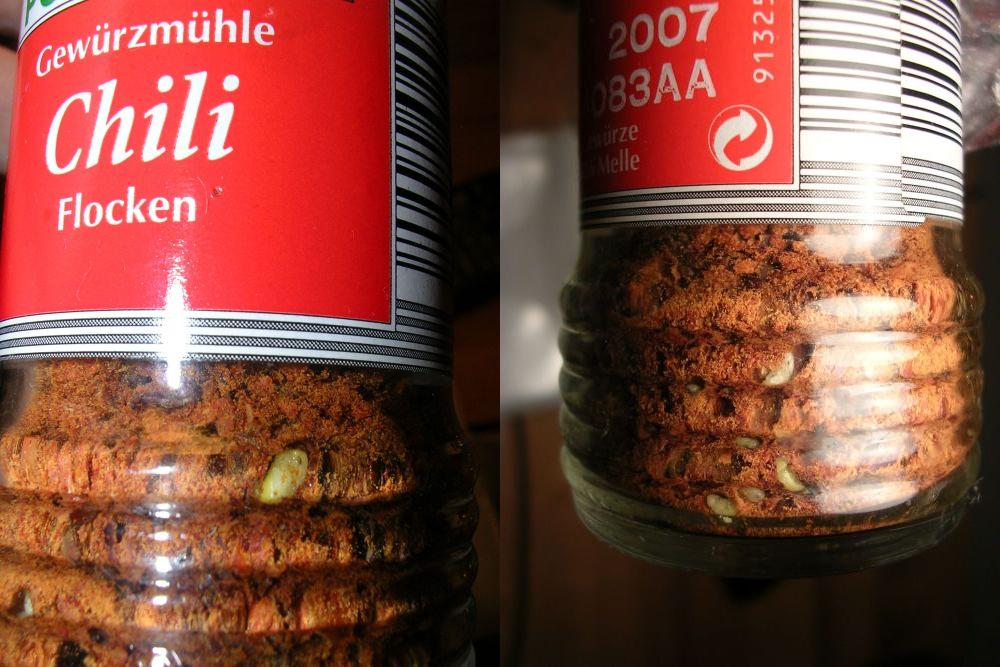
Гострий перець чилі припав до смаку личинкам Stegobium paniceum
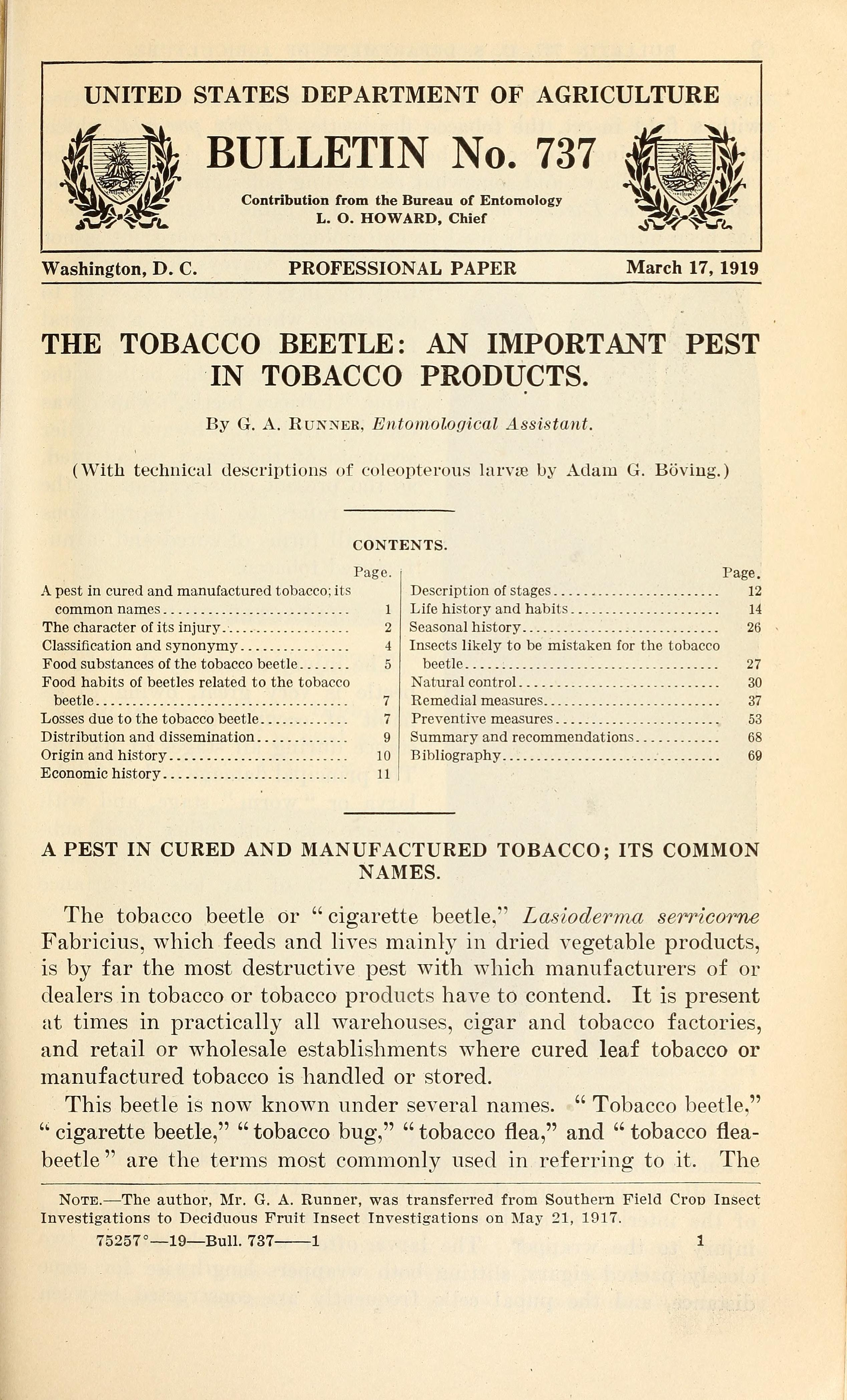
Тютюновому жуку Lasioderma serricorne у 1919 р. був цілком присвячений  урядовий бюлетень США
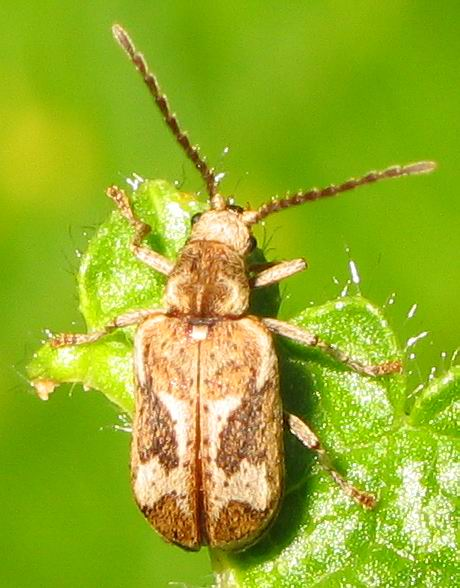
Hedobia imperialis
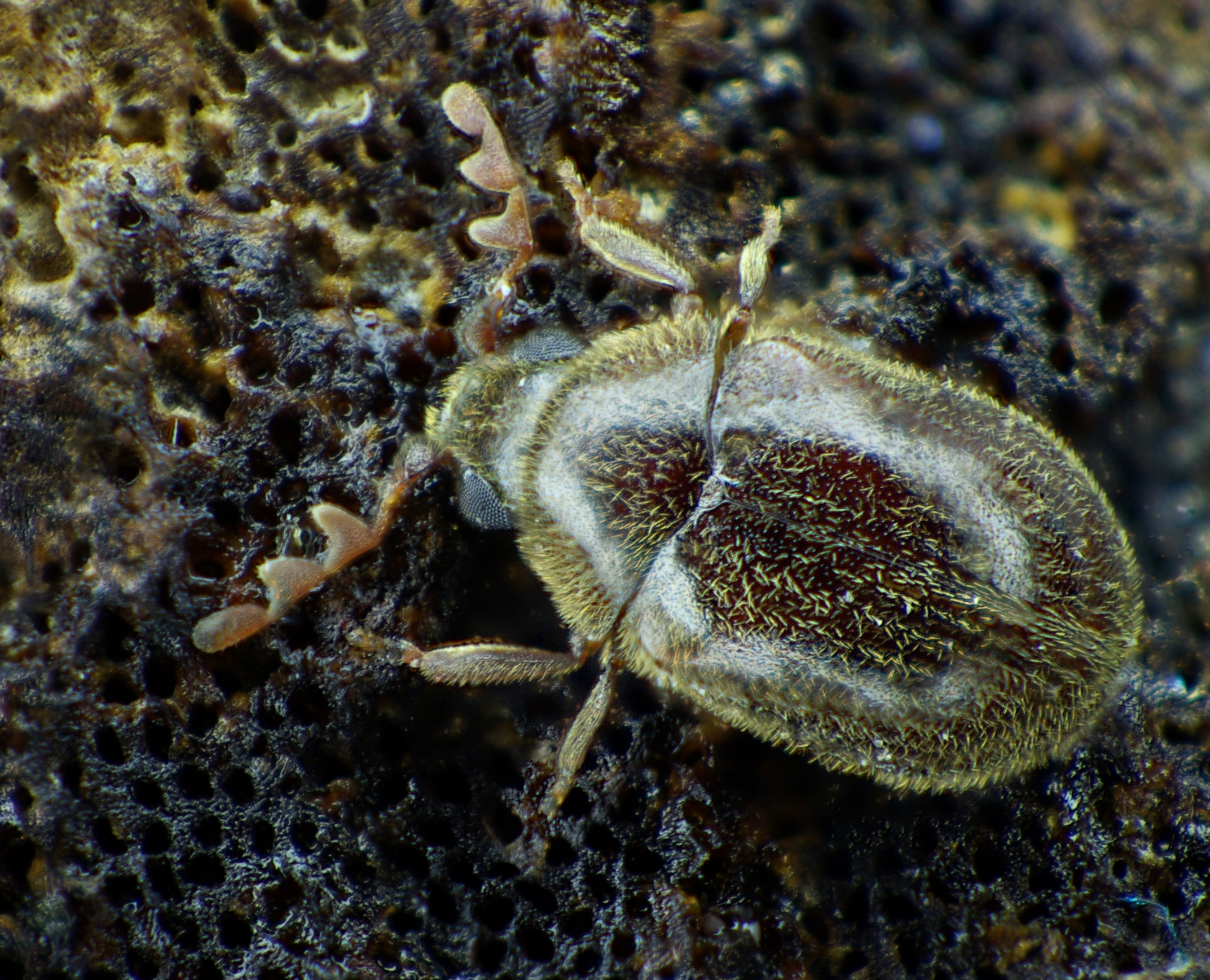
Dorcatoma substriata
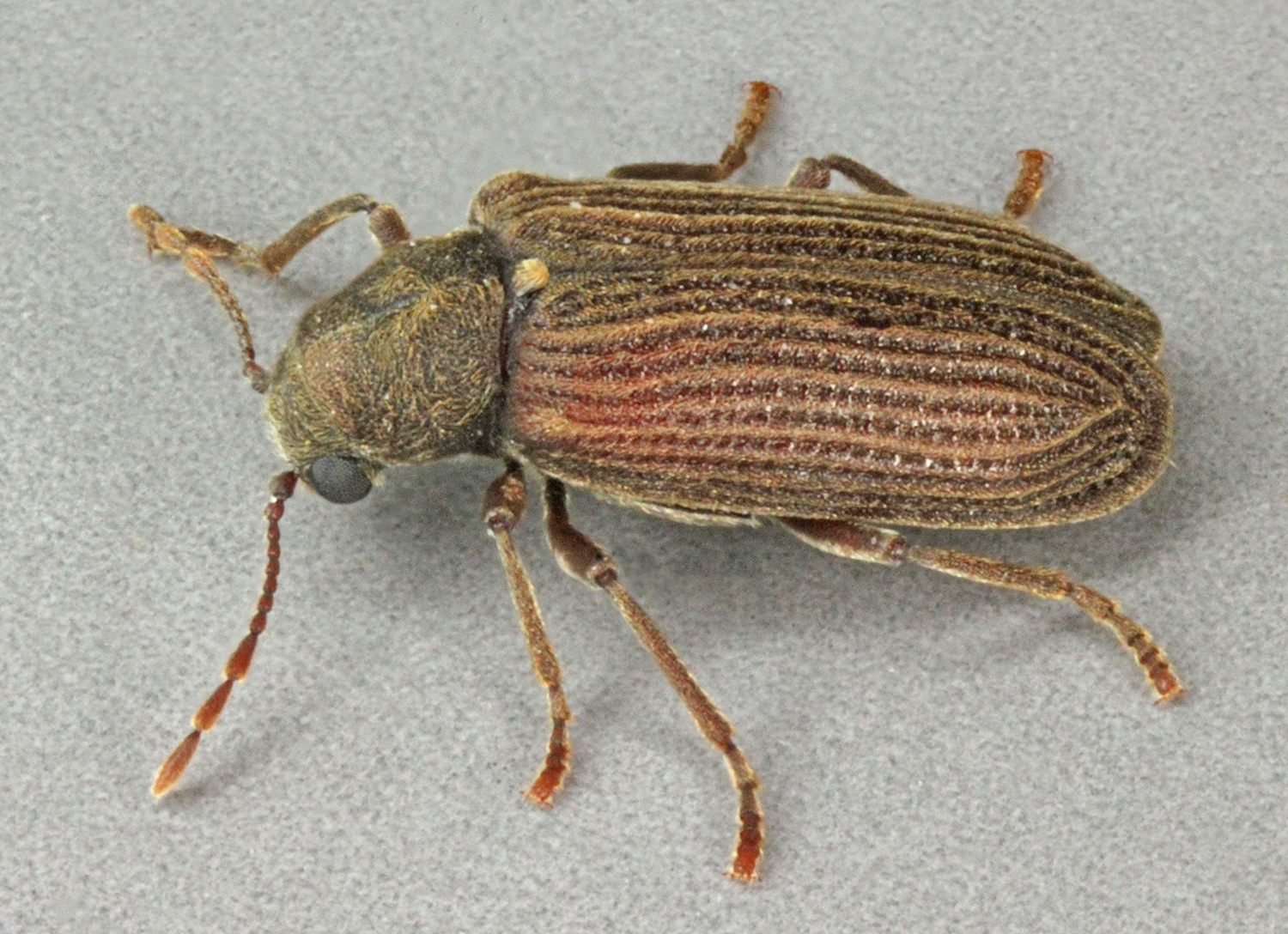
Grynobius planus
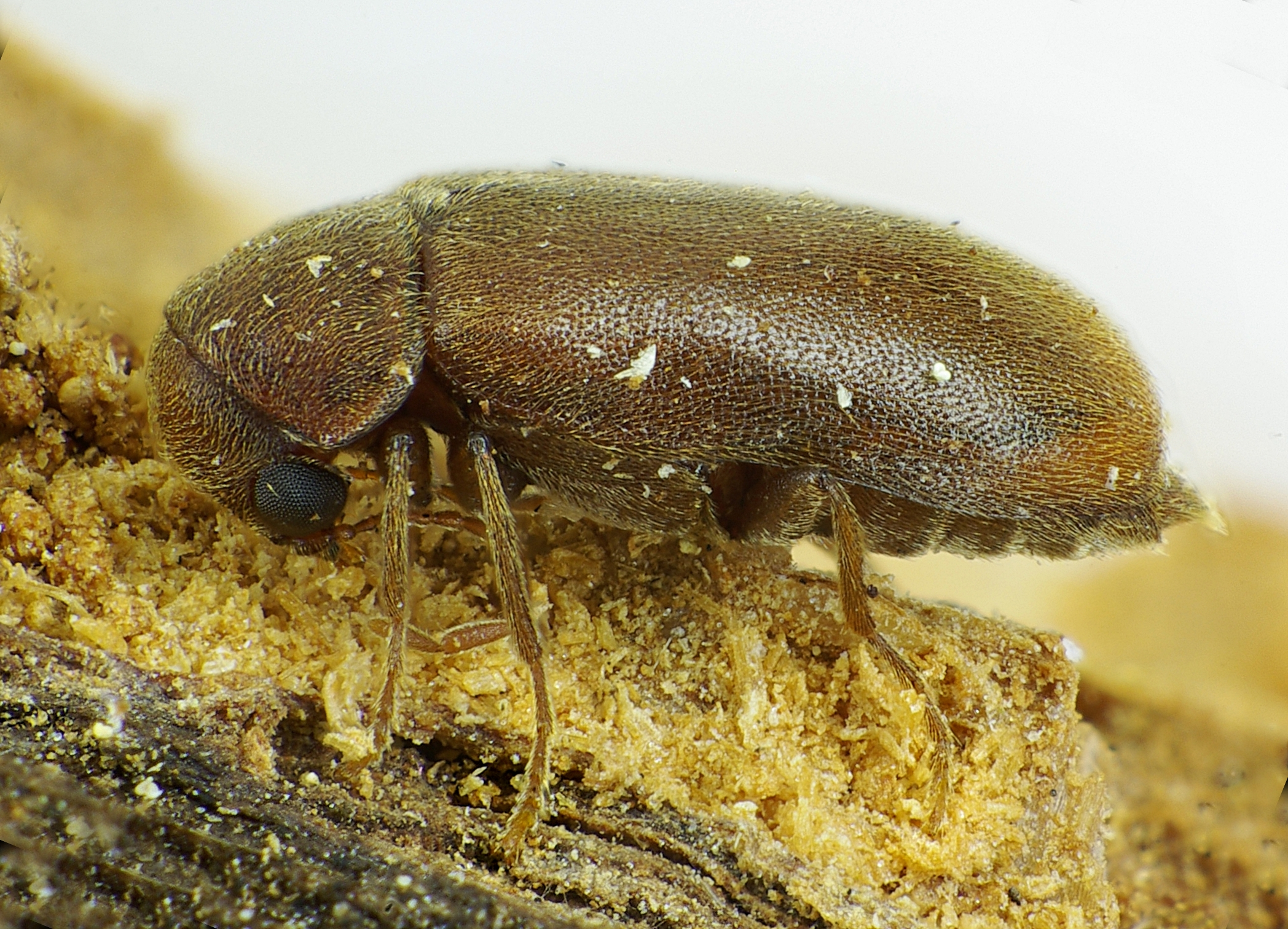
Ernobius mollis
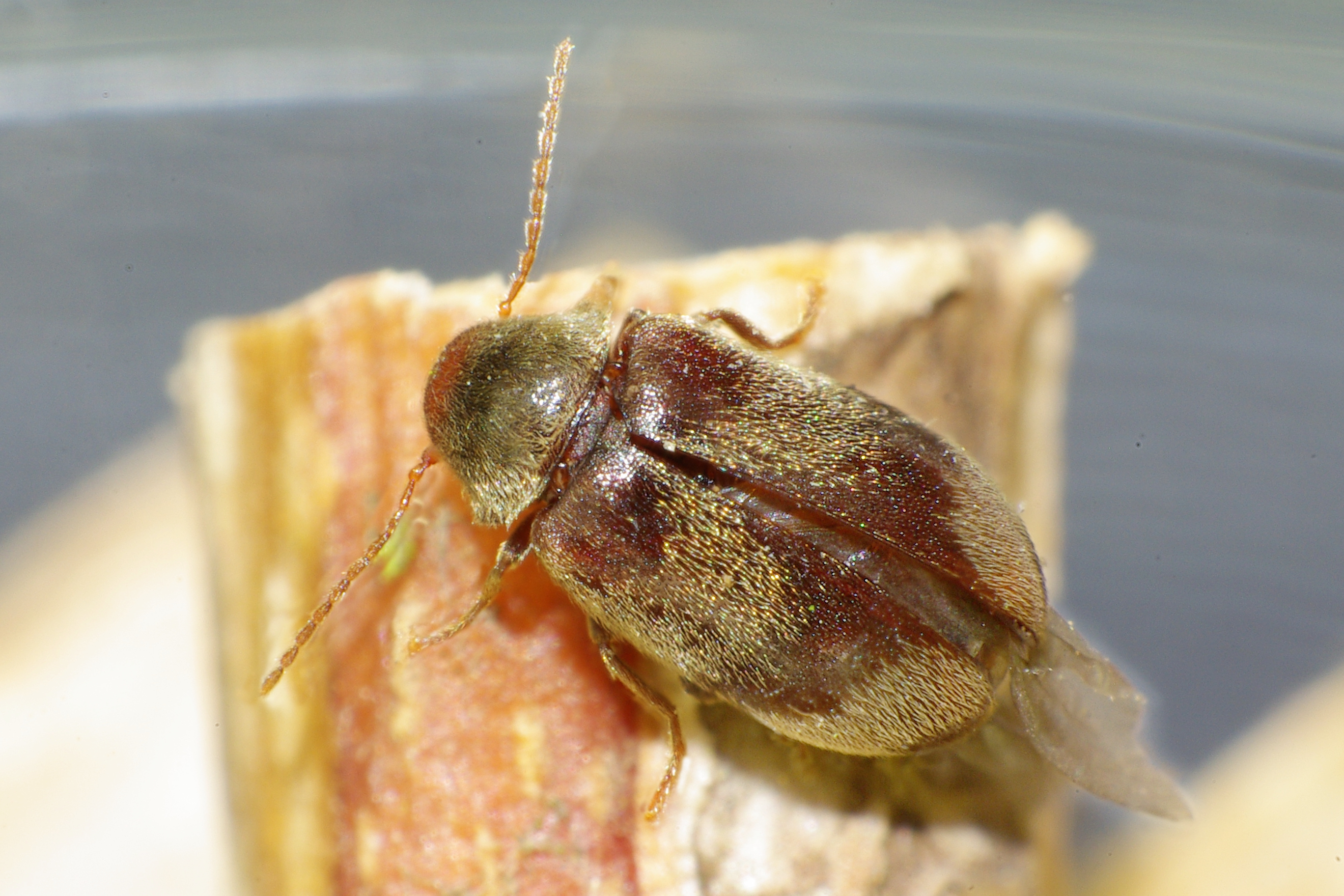
Ochina ptinoides
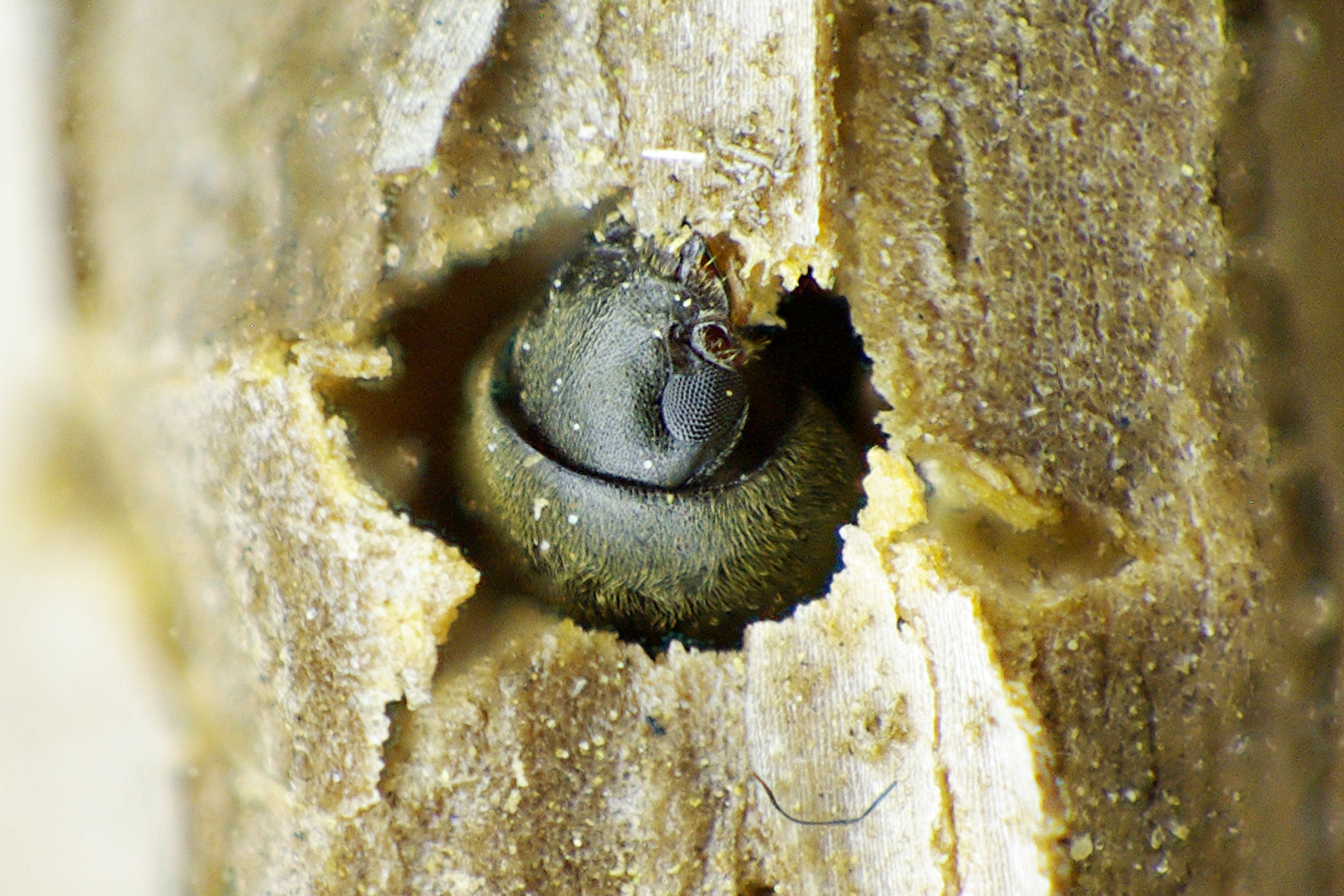
Mesocoelopus niger